# Tess Harper
Tessie Jean Harper (Mammoth Spring, 1950. augusztus 15. –) amerikai színésznő.
1983-ban debütált a mozivásznon Az Úr kegyelméből című filmdrámával, mellyel női mellékszereplőként Golden Globe-díjra jelölték. Az 1986-os Bűnös szívek hasonló kategóriában hozott számára Oscar-jelölést. Egyéb filmjei közé tartozik a Gyulladáspont (1984), az Ishtar (1987), a Messze északon (1988), valamint a Nem vénnek való vidék (2007).
2008 és 2010 között Diane Pinkmanként a Breaking Bad – Totál szívás első három évadjának szereplője volt.

## Fiatalkora
Az arkansasi Mammoth Springben született, majd az USA Ozark-plató nevű régiójában nőtt fel. Az Arkansas State University és a Missouri Állami Egyetem hallgatója volt. Színészi pályafutása kezdetén Texasba költözött.

## Filmográfia

### Film
| Év   | Magyar cím                       | Eredeti cím                        | Szerep               | Magyar hang        |
| ---- | -------------------------------- | ---------------------------------- | -------------------- | ------------------ |
| 1983 | Az Úr kegyelméből                | Tender Mercies                     | Rosa Lee             | Ábrahám Edit       |
| 1983 | A téboly háza                    | Amityville 3-D                     | Nancy Baxter         |                    |
| 1983 | Silkwood                         | Silkwood                           | Linda Dawson         | Biró Anikó         |
| 1984 | Gyulladáspont                    | Flashpoint                         | Ellen                |                    |
| 1986 | Bűnös szívek                     | Crimes of the Heart                | Chick Boyle          |                    |
| 1987 | Ishtar                           | Ishtar                             | Willa Rogers         |                    |
| 1988 | Messze északon                   | Far North                          | Rita                 |                    |
| 1988 | Gyilkos törvény                  | Criminal Law                       | Stillwell nyomozó    | Szirtes Ági        |
| 1989 | A lány alibije (Bibis alibi)     | Her Alibi                          | Sally Blackwood      | Radó Denise        |
| 1989 | A lány alibije (Bibis alibi)     | Her Alibi                          | Sally Blackwood      | Menszátor Magdolna |
| 1990 | Élünk, halunk, örökölünk         | Daddy's Dyin': Who's Got the Will? | Sara Lee Turnover    | Kovács Nóra        |
| 1991 |                                  | My Heroes Have Always Been Cowboys | Cheryl Dalton-Hornby |                    |
| 1991 | Holdember                        | The Man in the Moon                | Abigail Trant        | Spilák Klára       |
| 1991 |                                  | Pretty Hattie's Baby               | Maya                 |                    |
| 1992 |                                  | The Turning                        | Martha Harnish       |                    |
| 1992 | A stukker                        | My New Gun                         | Kimmy Hayes          |                    |
| 1996 | Mosoda és félrelépés             | Dirty Laundry                      | Beth Greene          |                    |
| 1997 | A Sakál                          | The Jackal                         | First Lady           | Menszátor Magdolna |
| 2000 | Veszélyes körök                  | The In Crowd                       | Dr. Amanda Giles     | Menszátor Magdolna |
| 2001 | Asszonysorsok                    | The Rising Place                   | Rebecca Hodge        |                    |
| 2001 |                                  | Morning                            | Margaret             |                    |
| 2003 |                                  | Studio City (rövidfilm)            | Linda Little         |                    |
| 2005 |                                  | Loggerheads                        | Elizabeth            |                    |
| 2005 | Isten hozott Miss Mary!          | Jesus, Mary and Joey               | Liz O'Callahan       |                    |
| 2006 |                                  | Karla                              | Molly Czehowicz      |                    |
| 2006 |                                  | Jam                                | Ruby                 |                    |
| 2006 |                                  | Broken Bridges                     | Dixie Rose Delton    |                    |
| 2006 | Elveszett remény                 | Broken                             | Clare                | Simon Mari         |
| 2007 | Nem vénnek való vidék            | No Country for Old Men             | Loretta Bell         |                    |
| 2007 | Melyik az igazi?                 | Kiss the Bride                     | Barbara              | Győry Franciska    |
| 2009 |                                  | Balancing the Books                | Naomi                |                    |
| 2013 |                                  | Sunlight Jr.                       | Kathleen             |                    |
| 2014 |                                  | Hello, My Name Is Frank            | Flossie nagynéni     |                    |
| 2014 |                                  | Frank                              | Frank anyja          |                    |
| 2015 |                                  | Surprise (rövidfilm)               | Linda                |                    |
| 2015 | Az álompasi                      | The Perfect Guy                    | Mrs. McCarthy        | Molnár Zsuzsa      |
| 2018 |                                  | Burden                             | Hazel Griffin        |                    |
| 2019 | El Camino: Totál szívás – A film | El Camino: A Breaking Bad Movie    | Diane Pinkman        |                    |
| 2020 |                                  | The Evening Hour                   | Dorothy Freeman      |                    |
| 2023 |                                  | American Outlaws                   | Loretta Hillhouse    |                    |

### Televízió

#### Tévéfilm
| Év   | Magyar cím                                        | Eredeti cím                                  | Szerep                               | Magyar hang        |
| ---- | ------------------------------------------------- | -------------------------------------------- | ------------------------------------ | ------------------ |
| 1983 |                                                   | Kentucky Woman                               | Lorna Whateley                       |                    |
| 1983 | Airport 2000                                      | Starflight: The Plane That Couldn't Land     | Janet Briggs                         | Balogh Erika       |
| 1985 | A nagy per                                        | Reckless Disregard                           | Meredith Craig                       |                    |
| 1985 |                                                   | A Summer to Remember                         | Jeannie Wyler                        |                    |
| 1985 |                                                   | Promises to Keep                             | Gwen Palmer                          |                    |
| 1987 | Cadillac szerelem                                 | Daddy                                        | Ann Burnette                         | Simon Mari         |
| 1988 | Az elveszett kislány                              | Little Girl Lost                             | Clara Brady                          | Biró Anikó         |
| 1989 | A legyőzhetetlen                                  | Unconquered                                  | Mary Flowers                         | Tóth Auguszta      |
| 1989 |                                                   | Incident at Dark River                       | Betty McFall                         |                    |
| 1992 | Szolgálatban: Ostromzár Marionnál                 | In the Line of Duty: Siege at Marion         | Vickie Singer                        |                    |
| 1992 | Aljas indokból                                    | Willing to Kill: The Texas Cheerleader Story | Verna Heath                          |                    |
| 1995 |                                                   | Death in Small Doses                         | Jerri Sims helyettes kerületi ügyész |                    |
| 1996 |                                                   | The Road to Galveston                        | Julia Archer                         |                    |
| 1996 |                                                   | A Stranger to Love                           | Linda Grant                          |                    |
| 1997 |                                                   | The Killing Secret                           | Tina De Capprio                      |                    |
| 1997 | Szülői szeretet                                   | A Child's Wish                               | Joanna Chandler                      |                    |
| 1999 | Túl a prérin: Laura Ingalls Wilder igaz története | Beyond the Prairie                           | Narrátor / idős Laura Ingalls Wilder |                    |
| 2002 | Túl a prérin 2.                                   | Beyond the Prairie, Part 2                   | Narrátor / idős Laura Ingalls Wilder |                    |
| 2004 | Angyal a családban                                | Angel in the Family                          | Mrs. Nelly Tomkins                   |                    |
| 2007 | Sarah Cain megmentése                             | Saving Sarah Cain                            | Miriam Esh                           | Menszátor Magdolna |
| 2007 |                                                   | Judy's Got a Gun                             | Susan Lemen                          |                    |
| 2011 |                                                   | A Christmas Wish                             | Trudy Willis                         |                    |
| 2012 | A karácsonyi szív                                 | The Christmas Heart                          | Elizabeth                            |                    |

#### Sorozat
| Év        | Magyar cím                               | Eredeti cím                       | Szerep            | Megjegyzések                                                           |
| --------- | ---------------------------------------- | --------------------------------- | ----------------- | ---------------------------------------------------------------------- |
| 1983      |                                          | Chiefs                            | Carrie Lee        | minisorozat (3 epizód)                                                 |
| 1984      |                                          | Celebrity                         | Susan French      | minisorozat (3 epizód)                                                 |
| 1986      | Alkonyzóna                               | The Twilight Zone                 | Sarah             | 1 epizód                                                               |
| 1987      | Gyilkos sorok                            | Murder, She Wrote                 | Irene Rutledge    | 1 epizód                                                               |
| 1987      |                                          | L.A. Law                          | Patricia Pittman  | 1 epizód                                                               |
| 1990      |                                          | Thirtysomething                   | Deborah           | 1 epizód                                                               |
| 1993      |                                          | The Hidden Room                   | Dede              | 1 epizód                                                               |
| 1994–1995 |                                          | Christy                           | Fairlight Spencer | főszereplő                                                             |
| 1997      |                                          | Grace Under Fire                  | Joan              | 1 epizód                                                               |
| 1997      | A pisztoly                               | Gun                               | Virginia          | 1 epizód                                                               |
| 1997      | Walker, a texasi kopó                    | Walker, Texas Ranger              | Katie Malloy      | 1 epizód                                                               |
| 1997      |                                          | Cracker                           | Lea Ann Garner    | 1 epizód                                                               |
| 1998–2000 | A kiválasztott – Az amerikai látnok      | Early Edition                     | Lois Hobson       | visszatérő szereplő (8 epizód)                                         |
| 2000      | Angyali érintés                          | Touched by an Angel               | Betsy Baxter      | 1 epizód                                                               |
| 2001      | CSI: A helyszínelők                      | CSI: Crime Scene Investigation    | Julia Barrett     | 1 epizód                                                               |
| 2003      | Az ügyosztály                            | The Division                      | Polly Danko       | 1 epizód                                                               |
| 2004      | Tuti gimi                                | One Tree Hill                     | May Scott         | 1 epizód                                                               |
| 2004      | Jack és Bobby                            | Jack & Bobby                      | Karen Carmichael  | 2 epizód                                                               |
| 2005      | Amynek ítélve                            | Judging Amy                       | Barbara Nissman   | 1 epizód                                                               |
| 2007      | Nyomtalanul                              | Without a Trace                   | Mrs. Spade        | 1 epizód                                                               |
| 2007      | Testvérek                                | Brothers & Sisters                | Beth Ridge        | 1 epizód                                                               |
| 2008      | Szellemekkel suttogó                     | Ghost Whisperer                   | Ellen Wilkins     | 1 epizód                                                               |
| 2008–2010 | Breaking Bad – Totál szívás              | Breaking Bad                      | Diane Pinkman     | - visszatérő szereplő (4 epizód) - magyar hangja: - Menszátor Magdolna |
| 2009      | Esküdt ellenségek: Különleges ügyosztály | Law & Order: Special Victims Unit | Mrs. Hallander    | 1 epizód                                                               |
| 2009      | Döglött akták                            | Cold Case                         | Sharon Lertola    | 1 epizód                                                               |
| 2009      | Ütközések                                | Crash                             | Wendy Olinville   | visszatérő szereplő (10 epizód)                                        |
| 2010      |                                          | Proposition 8 Trial Re-Enactment  | Sandy Stier       | dokumentumsorozat                                                      |
| 2010      | A Grace klinika'                         | Grey's Anatomy                    | Pam Nelson        | 1 epizód                                                               |
| 2010      | Célkeresztben                            | In Plain Sight                    | A.U.S.A. Rolly    | 1 epizód                                                               |
| 2011      | Doktor Addison                           | Private Practice                  | Augusta King      | 1 epizód                                                               |
| 2012      | Bosszú                                   | Revenge                           | Carole Miller     | 2 epizód                                                               |
| 2014      | True Detective – A törvény nevében       | True Detective                    | Mrs. Kelly        | 1 epizód                                                               |
| 2014      |                                          | Nikki & Nora: The N&N Files       | Mary Delaney      | 2 epizód                                                               |
| 2015      | Gyilkos elmék                            | Criminal Minds                    | Dinah Troy        | 1 epizód                                                               |
| 2019      | Hogyan ússzunk meg egy gyilkosságot?     | How to Get Away with Murder       | Sheila Miller     | 1 epizód                                                               |

## Fontosabb díjak és jelölések
| Év   | Díj                     | Kategória                        | Jelölt                       | Eredmény | Ref.  |
| ---- | ----------------------- | -------------------------------- | ---------------------------- | -------- | ----- |
| 1984 | Golden Globe-díj        | legjobb női mellékszereplő       | Az Úr kegyelméből (1983)     | Jelölve  | [ 4 ] |
| 1987 | Oscar-díj               | legjobb női mellékszereplő       | Bűnös szívek (1986)          | Jelölve  | [ 5 ] |
| 2008 | Screen Actors Guild-díj | legjobb szereplőgárda (mozifilm) | Nem vénnek való vidék (2007) | Elnyerte | [ 7 ] |

## Fordítás
- Ez a szócikk részben vagy egészben  a   Tess Harper című angol Wikipédia-szócikk ezen változatának fordításán alapul.  Az eredeti cikk szerkesztőit annak laptörténete sorolja fel. Ez a jelzés csupán a megfogalmazás eredetét és a szerzői jogokat jelzi, nem szolgál a cikkben szereplő információk forrásmegjelöléseként.